# Gòtics Rugby Club
El Gòtics Rugby Club (Gòtics RC) és un club de rugbi de la ciutat de Barcelona fundat l'any 1984. Disputa els seus partits al Camp Municipal de Rugbi La Foixarda.
Fruit de la decisió del president del RCD Espanyol, Antoni Baró, i la seva junta directiva, de reduir els pressupost econòmic de l'entitat, es decideix eliminar algunes de les seves seccions històriques, com la de rugbi. Poc després, quatre jugadors del club, Toni Rigat, Carles Tabernero, Josep Maria Vilajosana i Josep Cobo, van formar un nou equip de rugbi i la primera junta de la nova entitat, mantenint els colors blanc-i-blaus a la vestimenta. El seu nom fa referència al barri gòtic de Barcelona.
Entre d'altres èxits, ha guanyat el Campionat de Catalunya de 1987-88 i aconseguí pujar a la Primera Divisió Nacional. Dos anys després de la seva creació, es va introduir l'Escola de Rugbi, destinada als nens petits que es volien iniciar en el món del rugbi.